# يان ميردال
يان ميردال (19 يوليو 1927 في ستوكهولم - توفي في 30 أكتوبر 2020)، هو كاتب ومخرج وشخصية ثقافية وناشط سويدي.

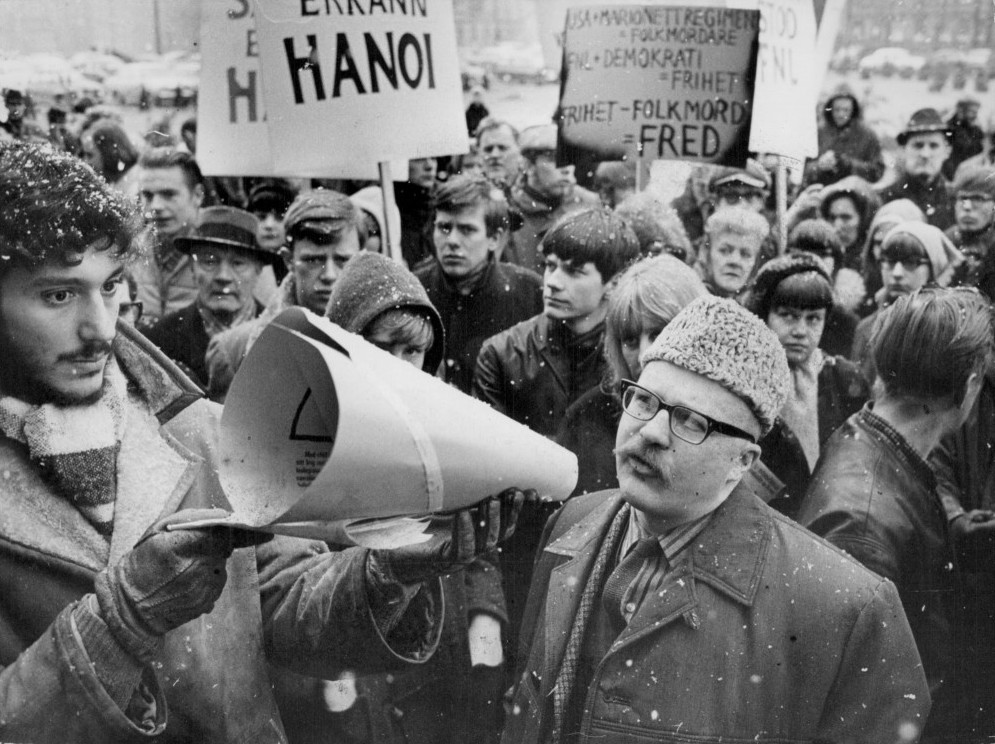
جان ميردال يتحدث في مظاهرة ضد حرب فيتنام في ستوكهولم، عام 1966.

## روابط خارجية
- غناء شعر الشعب - تأبين للشاعر الهندي سري سري ، بقلم ج. ميردال.
- يان ميردال على موقع IMDb (الإنجليزية)
- يان ميردال على موقع مونزينجر (الألمانية)
- يان ميردال على موقع ديسكوغز (الإنجليزية)